# Tiếng Lô Lô
Tiếng Lô Lô hoặc Nuosu (Nuosu: ꆈꌠ꒿: Nuosuhxop) là ngôn ngữ uy tín của người Lô Lô. Tiếng Lô Lô là một ngôn ngữ thuộc ngữ tộc Tạng-Miến trong ngữ hệ Hán-Tạng .
Tại Trung Quốc gọi là người Di với các nhánh Bắc Di, Di Lãnh Sơn, Di Tứ Xuyên,... với dân số 7,77 triệu người. Nuosu đã được chính phủ Trung Quốc lựa chọn là ngôn ngữ Di chuẩn (bằng tiếng phổ thông: Di yǔ, 彝語 / 彝语, Di ngữ) và nó là ngôn ngữ duy nhất được giảng dạy trong các trường học, cả ở dạng nói và viết của mình.
Tại Việt Nam có 4.541 người Lô Lô sống chủ yếu ở miền bắc, theo số liệu điều tra dân số năm 2009.
Tiếng Lô Lô được khoảng 2 triệu người nói và đang gia tăng, trong đó 60% là đơn ngữ. Nuosu là tên gốc cho ngôn ngữ riêng của người Lô Lô, và không có mặt trong tiếng Trung Quốc; mặc dù đôi khi nó có thể được viết theo cách phát âm (Nuòsūyǔ 诺苏语 / 諾蘇語, Nặc Tô ngữ) trong đó các ký tự Trung Quốc cho rằng Nặc Tô không mang ý nghĩa.

## Ngôn ngữ
Chính phủ Trung Quốc công nhận sáu ngôn ngữ có tên chung là tiếng Lô Lô nhưng không thông hiểu lẫn nhau, từ nhóm ngôn ngữ Lô Lô:
- Bắc Di (Nuosu 诺苏, Nặc Tô)
- Tây Di (Lalo 腊罗, Lạp La)
- Trung Di (Lolopo 倮倮泼, Loã Loã Bát)
- Nam Di (Nisu 尼苏, Ni Tô)
- Đông Nam Di (Sani 撒尼, Tát Ni)
- Đông Di (Nasu 纳苏, Nạp Tô).

Bắc Di là nhóm lớn nhất với khoảng hai triệu người nói và là nền tảng cho văn liệu ngôn ngữ học. Nó là một ngôn ngữ phân tích. Ngoài ra còn có các ngôn ngữ Di của Việt Nam sử dụng chữ Lô Lô, như tiếng Mantsi.
Nhiều người Di ở Vân Nam, Quý Châu và Quảng Tây biết tiếng Trung Quốc, và thường xuyên chuyển đổi qua lại giữa tiếng Di và tiếng Trung Quốc.